# Státní poznávací značky v Maďarsku
Státní poznávací značka v Maďarsku, přesněji evidenční číslo (maďarsky: forgalmi rendszám) je jednoznačné písmeno-číselné označení motorového vozidla nebo jeho přívěsu či návěsu registrovaného v Maďarsku. Evidenční číslo je uvedeno na tabulce, která musí být umístěna na vozidle zaregistrovaným pod tímto evidenčním číslem.

## Historický vývoj
Celostátní systém přidělování státních poznávacích značek byl na území dnešního Maďarska zaveden v roce 1910. Předtím byla vozidla evidována pouze v Budapešti. Od té doby se tento systém několikrát změnil, zejména v letech 1958 a 1990. V současnosti se používá systém uvedený v roce 1990 s drobnými úpravami provedenými v roce 2004.

### Období 1910 - 1958
První celostátní systém přidělování státních poznávacích značek byl na území dnešního Maďarska zaveden v roce 1910 nařízením uherského ministerstva vnitra č. 57 000/1910 B. M. Tím uherská strana navázala na rakouskou stranu, kde byl celostátní systém přidělování státních poznávacích značek zaveden již 7. ledna 1906.
Státní poznávací značka sestávala z písmena reprezentujícího oblast, ve které bylo vozidlo zaregistrováno, a z čísla, které bylo nejvýše trojciferné [P ČČČ] (např. E 227). Formát státní poznávací značky byl tudíž stejný pro uherskou stranu i pro rakouskou stranu. Proto byly oba systémy od sebe odlišeny tak, že písmeno reprezentujícího oblast na uherské tabulce státní poznávací značky bylo červené zatímco na rakouské tabulce státní pozávací značky zůstalo černé. Tím bylo zabráněno možným nejasnostem a případným duplicitám uvnitř celého Rakousko-Uherska, neboť bez tohoto barevného odlišení by nebylo zřejmé, zda kupř. vozidlo s tabulkou O 123 je zaregistrováno v Čechách (rakouská strana) nebo v Klužské oblasti (Cluj-Napoca; uherská strana) nebo vozidlo s tabulkou P 345 je zaregistrováno na Moravě (rakouská strana) nebo v Prešpurské oblasti (Bratislava; uherská strana).
Pro potřeby registrace vozidel a přidělování státních poznávacích značek bylo Uhersko rozděleno na jednotlivé oblasti. Každá oblast přitom dostala přiděleno jedno písmeno, které se uvádělo na státní poznávací značky. Výjimku tvořila Budapešť, která sice tvořila jednu oblast, ale která neměla přiděleno písmeno nýbrž prvních deset římských čísel (I - X).
| kód   | název oblasti        |
| ----- | -------------------- |
| I - X | Budapešť (hl. m.)    |
| B     | Budapešťská oblast   |
| D     | Debrecínská oblast   |
| E     | Pětikostelská oblast |
| F     | Rjeka s okolím       |
| G     | Rábská oblast        |
| K     | Košická oblast       |
| O     | Klužská oblast       |
| P     | Prešpurská oblast    |
| R     | Brašovská oblast     |
| S     | Segedínská oblast    |
| T     | Temešvárská oblast   |

Tento systém vydržel poměrně dlouho, až do roku 1958 kdy byl nahrazen systémem zcela odlišným. Jistou zajímavostí bylo, že pro malý počet registrovaných vozidel v meziválečném období a po druhé světové válce již policie při registraci vozidla žádné tabulky nevydávala a že si je majitelé vozidla pořizovali sami na své náklady. To způsobilo, že v Maďarsku existovalo mnoho fiktivních nebo neplatných státních poznávacích značek, což se odhalilo po zavedení přídělů pohonných hmot v roce 1948 a což vyústilo v povinnou technickou kontrolu všech registrovaných vozidel.

### Období 1958 - 1990

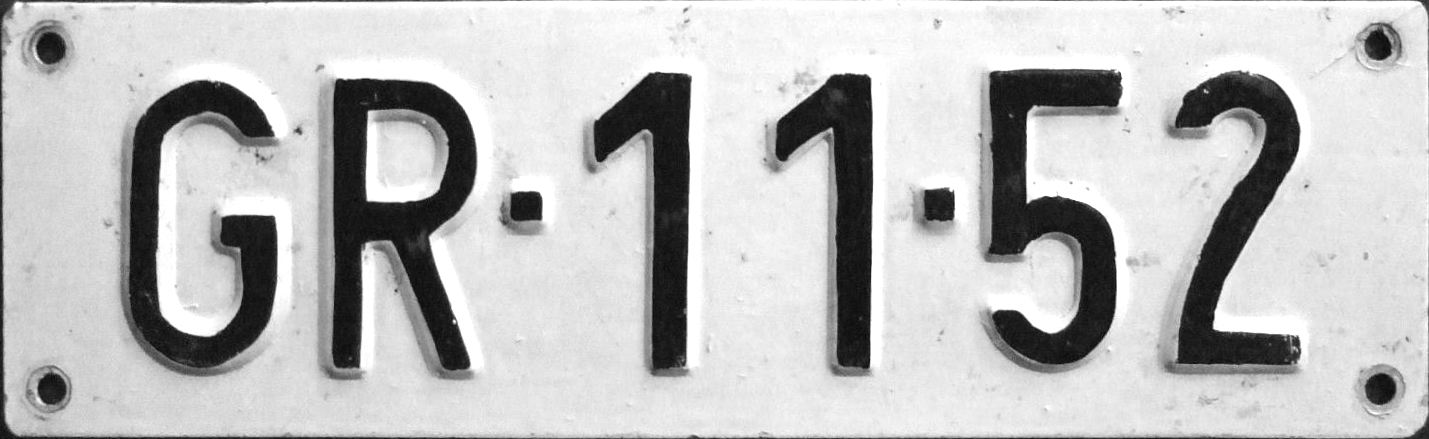
Tabulka maďarské státní poznávací značky z let 1958 - 1990

V roce 1958 byl v Maďarsku zaveden nový systém, který byl od dosavadního zcela odlišný. Součástí označení již totiž nebyl žádný územní kód. Ze samotné státní poznávací značky tudíž nebylo možné poznat, v jaké části Maďarska bylo vozidlo zaregistrováno. Naproti tomu, s ohledem na to, jakým způsobem byly přidělovány jednotlivé série, zase bylo možné ze značek vyčíst, o jaký druh vozidla se jedná (motocykl, osobní automobil, nákladní automobil, autobus), resp. k jakému účelu je vozidlo používáno (taxi, policejní vozidlo, armádní vozidlo, vozidlo pošty).
Formát státní poznávací značky byl tvořen kombinací písmen a číslic, a to tak, že na prvních dvou pozicích byla dvě písmena následovaná čtyřmi číslicemi [PP-ČČ-ČČ] (např. IS-37-19).
Vzhledem k použitému formátu se nabízela možnost, vydávat a přidělovat jednotlivé státní poznávací značky podle jednotlivých sérií vzestupně až do vyčerpání. Začalo by se tedy sérií "AA", pokračovalo "AB" a dále až do "ZZ". Avšak místo této možnosti bylo upřednostněno, aby jednotlivé série byly vyhrazeny různým kategoriím vozidel (např. "CA" až "CZ" pro osobní automobily, "PA" pro vozidla pošty, "HA" pro vojenské osobní automobliy, "XA" pro přívěsy). Proto nemohlo platit, že státní poznávací značka začínající na písmeno blíže začátku abecedy byla přidělena dříve než státní poznávací značka začínající na písemno vzdálenější od začátku abecedy. Dokonce se stával i přesný opak, a to, že po vyčerpání původní přidělené série začínající na písmeno vzdálenější od počátku abecedy byla dané kategorii vozidel přidělena série začínající na písmeno blíže od počátku abecedy (např. pro osobní automobily byly v 70. letech přiděleny série "UA" až "UZ", ale po jejich vyčerpání byly v 80. letech stejné kategorii přiděleny nejdříve série "GA" až "GZ" a poté série "DB" až "DZ" a série "EA" až "EV").
| série          | přidělená kategorie vozidel | barevné provedení                                      |
| -------------- | --- | ------------------------------------------------------ |
| A              | vozidla nejvyšších státních představitelů                                                                                        | standardní                                             |
| AA             | vozidla prezidentské rady | standardní                                             |
| AB - AG, AL    | vozidla státních orgánů | standardní                                             |
| AH - AK        | vozidla ministerstva vnitra a detektivních sborů (série přiděleny od 70. let)                                                    | standardní                                             |
| AY             | firemní vozidla (série přidělena na konci 80. let)                                                                               | standardní                                             |
| AP - AX, AZ    | veřejná a služební osobní vozidla                                                                                                | bíločerné                                              |
| B...           | vozidla družstev a státních statků                                                                                               | standardní                                             |
| BT - BZ        | autobusy (série přiděleny od roku 1982)                                                                                          | standardní                                             |
| CA - CZ        | osobní automobily (mimo série CC, CD, CJ, CK a CV; série přiděleny od roku 1958)                                                 | standardní                                             |
| CC             | vozidla diplomatického sboru | červenobílé                                            |
| CD             | vozidla vedoucích představitelů diplomatického sboru                                                                             | standardní                                             |
| CK             | vozidla cizinců | červenobílé                                            |
| DA             | motocykly s objemem motoru nad 125 cm³                                                                                           | standardní                                             |
| DB - DZ        | osobní automobily (mimo sérii DT; série přiděleny v roce 1986)                                                                   | standardní                                             |
| DT             | vozidla diplomatického sboru | bílomodré                                              |
| E              | dočasně registrovaná vozidla | červenobílé                                            |
| EA - EV        | osobní automobily (mimo sérii ET; série přiděleny v roce 1989)                                                                   | standardní                                             |
| ET, EX         | přívěsy | standardní                                             |
| E...           | motocykly s objemem motoru nad 125 cm³                                                                                           | standardní                                             |
| F...           | nákladní automobily, kamiony | standardní / bíločerna (v závislosti na druhu provozu) |
| GA, GC, GE, GF | veřejné autobusy a minibusy (série GE přidělena pouze vozidlům budapešťského dopravního podniku; série přidělovány do roku 1982) | bíločerné                                              |
| GB, GD, GH     | firemní autobusy a minibusy (série přidělovány do roku 1982)                                                                     | standardní                                             |
| GA - GZ        | osobní automobily (série přiděleny v roce 1984)                                                                                  | standardní                                             |
| HA             | armádní osobní automobily | standardní                                             |
| HB             | armádní džípy, později i armádní dodávky                                                                                         | standardní                                             |
| HF             | armádní nákladní automobily Ural                                                                                                 | standardní                                             |
| HG             | armádní autobusy | standardní                                             |
| HH             | armádní signální vozidla | standardní                                             |
| HK             | armádní motocykly | standardní                                             |
| HL             | armádní traktory a armádní pásová vozidla                                                                                        | standardní                                             |
| HM             | armádní vyprošťovací automobily                                                                                                  | standardní                                             |
| HN             | armádní motocykly s postranním vozíkem                                                                                           | standardní                                             |
| HP             | armádní víceúčelová vozidla | standardní                                             |
| HR             | vozidla vojenské policie | standardní                                             |
| HS             | vozidla vojenské zdravotní služby                                                                                                | standardní                                             |
| HT - HV        | armádní vícetonážní vozidla, armádní odtahová vozidla                                                                            | standardní                                             |
| HX             | armádní přívěsy | standardní                                             |
| HZ             | armádní cisterny | standardní                                             |
| IB - IZ        | osobní automobily (mimo série IJ a IU; série přiděleny v 70. letech)                                                             | standardní                                             |
| JA- JD         | vozidla taxi | bíločerné                                              |
| JL             | vozidla taxi, limuzíny | bíločerné                                              |
| JM             | přívěsy | standardní                                             |
| JE - JK        | osobní automobily (série přiděleny v roce 1989)                                                                                  | standardní                                             |
| K...           | motocykly s objemem motoru do 125 cm³ (později přeregistrovány pod sérii MR)                                                     | standardní                                             |
| KA - KZ        | osobní automobily (série přiděleny v roce 1982)                                                                                  | standardní                                             |
| L...           | motocykly s objemem motoru do 125 cm³                                                                                            | standardní                                             |
| MA, MB         | vozidla zdravotní služby | standardní                                             |
| MC - MR        | motocykly s objemem motoru do 125 cm³                                                                                            | standardní                                             |
| MS             | motocykly | standardní                                             |
| NA - NG        | motocykly s postranním vozíkem a třístopá vozidla                                                                                | standardní                                             |
| NH - NK        | osobní automobily (série přiděleny v roce 1988)                                                                                  | standardní                                             |
| NL - ...       | přívěsy za osobní automobily | standardní                                             |
| O...           | postranní vozíky motocyklů | standardní                                             |
| PA, PF         | vozidla pošty (později přeregistrovaná; série PA přidělována též prodejcům vozidel a hasičským vozidlům)                         | standardní                                             |
| PA - PZ        | osobní automobily (série přiděleny v roce 1978)                                                                                  | standardní                                             |
| PRÓBA          | zkušební vozidla | červenobílé                                            |
| RA, RB         | policejní osobní vozidla a osobní vozidla pohraniční hlídky                                                                      | standardní                                             |
| RF             | policejní nákladní vozidla a nákladní vozidla pohraniční hlídky                                                                  | standardní                                             |
| RK - RO        | policejní motocykly (do 70. let přidělena jen série RK)                                                                          | standardní                                             |
| RR             | vozidla státních úřadů | standardní                                             |
| RS             | služební vozidla státních podniků                                                                                                | bíločerné                                              |
| SA - SZ        | vozidla družstev a neziskových organizací                                                                                        | standardní                                             |
| TA, TL, TO, TU | hasičská vozidla | standardní                                             |
| TA - TZ        | osobní automobily (série přiděleny v 80. letech)                                                                                 | standardní                                             |
| U...           | zvláštní nákladní automobily (přeregistrované ze série "FG")                                                                     | standardní                                             |
| UH             | pohřební vozidla (nově přeregistrovaná ze série "FG")                                                                            | bíločerné                                              |
| UA - UZ        | osobní automobily (série přiděleny od roku 1973)                                                                                 | standardní                                             |
| VA - VU        | traktory | standardní                                             |
| VÁM            | dovozová vozidla (do odbavení)                                                                                                   | červenobílé                                            |
| X...           | vozidla státní rady(nejdříve) / přívěsy zemědělských družstev (později                                                           | bíločerné / standardní                                 |
| XX             | vozidla autopůjčoven | standardní                                             |
| YA - YG        | vozidla společnosti Volán | bíločerné                                              |
| YA - YI        | dodávky (série přiděleny v roce 1986)                                                                                            | standardní                                             |
| YJ, YK         | osobní automobily (série přiděleny v roce 1990)                                                                                  | standardní                                             |
| YL - ...       | přívěsy | standardní                                             |
| Z              | vozidla určená na vývoz | červenobílé                                            |
| ZA - ...       | osobní automobily (série přiděleny v roce 1975)                                                                                  | standardní                                             |

V druhé polovině 80. let 20. století byly postupně vyčerpány volné série. Bylo proto rozhodnuto, že dosavadní systém bude nahrazen novým.

## Současný systém

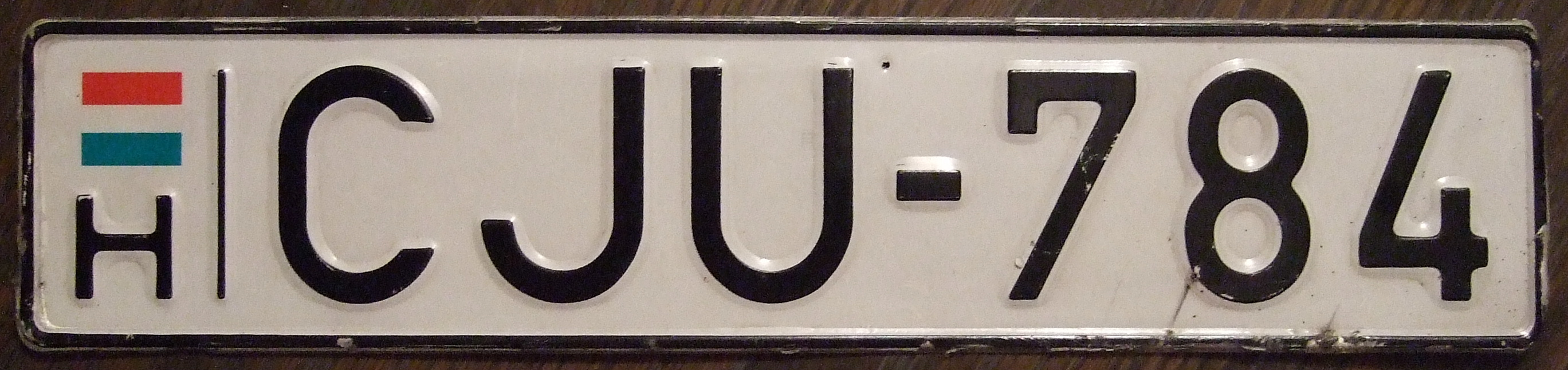
Současná maďarská registrační značka ve vzhledu z let 1990 - 2004

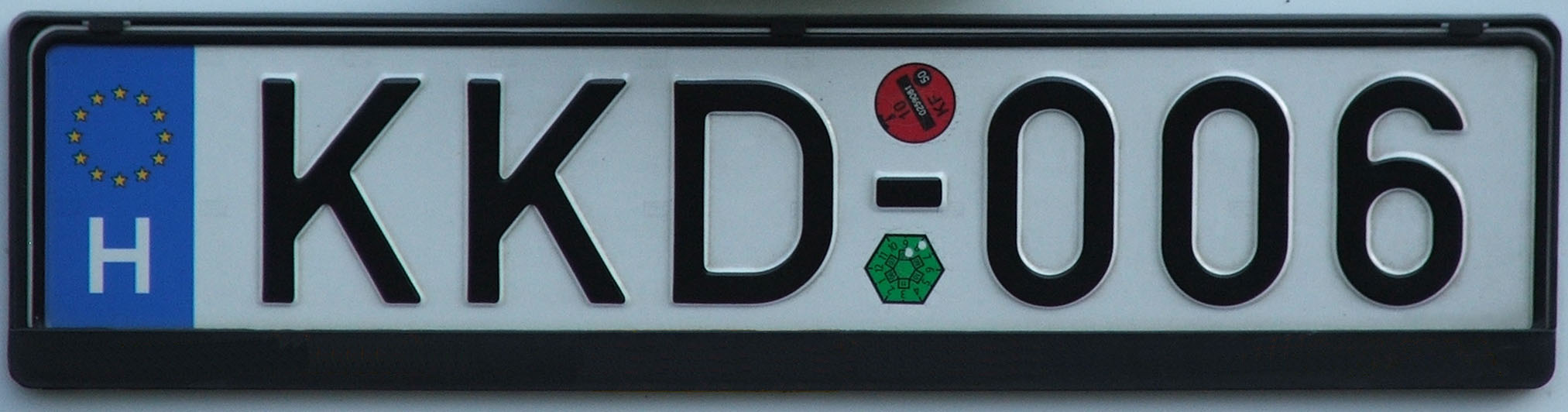
Současná maďarská registrační značka ve vzhledu od roku 2004

Současný systém přidělování státních poznávacích značek byl zaveden v roce 1990, poté co byl předchozí systém kapacitně vyčerpán. Ačkoliv systém samotný zůstal zachován, což znamená, že z jednotlivých značek nelze rozeznat místo registrace vozidla, tak od předchozího systému byl snadno rozeznatelný. Nové značky totiž jednak obsahují o jeden znak více než předchozí, jednak došlo ke zvětšení velikosti cedulky se státní poznávací značkou a jednak taky obsahují tzv. národní proužek (maďarské vlajky a písmene H).
V současném systému se rozlišují jednak základní řada státních poznávacích značek, jednak několik zvláštních řad státních poznávacích značek, které jsou vždy určené pro vybraný druh vozidel.

### Základní řada
Základní řada státních poznávacích značek je určena pro všechna vozidla registrovaná v Maďarsku, pro které není vyhrazená žádná ze zvláštních řad.
Formát základní řady státních poznávacích značek sestává ze šesti znaků; první tři znaky jsou písmena a zbývající tři znaky znaky tvoří číslice, přičemž obě skupiny jsou odděleny pomlčkou [PPP-ČČČ]. Písmenný blok znaků označuje sérii a číselný blok znaků představuje pořadí dané státní poznávací značky v dané sérii.
Systém přidělování státních poznávacích značek zůstal shodný jako u předchozí série. Nevychází se tedy z územního členění, nýbrž pouze z času registrace a typu vozidla. Proti předchozímu systému je však v drtivé většině rozhodující čas registrace, což umožnilo, aby vydávání státních poznávacích značek začalo sérií AAA a aby byly série po vyčerpání automaticky navyšovány; tedy po vyčerpání série AAA se automaticky navázalo sérii AAB, po vyčerpání série AAZ se automaticky navázalo sérií ABA, po vyčerpání série AZZ se automaticky pokračovalo sérií BAA atd. Ve srovnání s předchozím systémem tudíž nedochází k přeskakování sérií, což znamená, že již ze samotné značky lze poznat, kdy přibližně bylo určité vozidlo registrováno (vozidlo se značkou BAA 345 bylo registrováno dříve než vozidlo se značkou JYF 721).

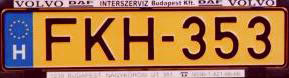
Značka vyhrazené série základní řady určené pro nákladní vozidla

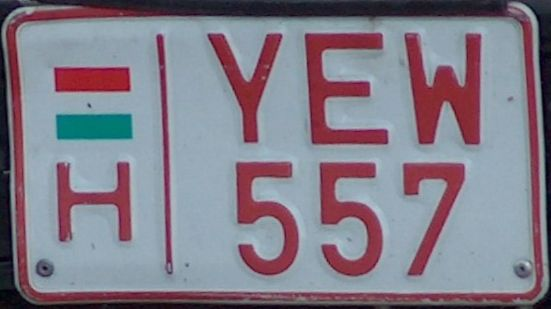
Značka vyhrazené série základní řady určené pro pomalá vozidla

Avšak stejně jako u předchozího systému jsou některé série vyhrazeny pro určitý typ vozidel, ale ve srovnání s předchozím systémem je těchto vyhrazených sérií velmi málo, neboť pro vozidla, která mají zvláštní určení jsou nově určeny zvláštní řady. Vyhrazené série základní řady mají vozidla taxislužeb, nákladní automobily, přívěsy, motocykly a pomalá vozidla.
| série     | vyhrazený typ vozidel           | barevné provedení              |
| --------- | ------------------------------- | ------------------------------ |
| EAA - EZZ | vozidla taxi                    | černé písmo na žlutém podkladu |
| FAA - FZZ | nákladní automobily             | černé písmo na žlutém podkladu |
| UAA - UZZ | motocykly                       | standardní                     |
| WAA - WZZ | přívěsy                         | standardní                     |
| XAA - XZZ | přívěsy                         | standardní                     |
| YAA - YZZ | pomalá vozidla (traktory apod.) | červené písmo na bílém pozadí  |

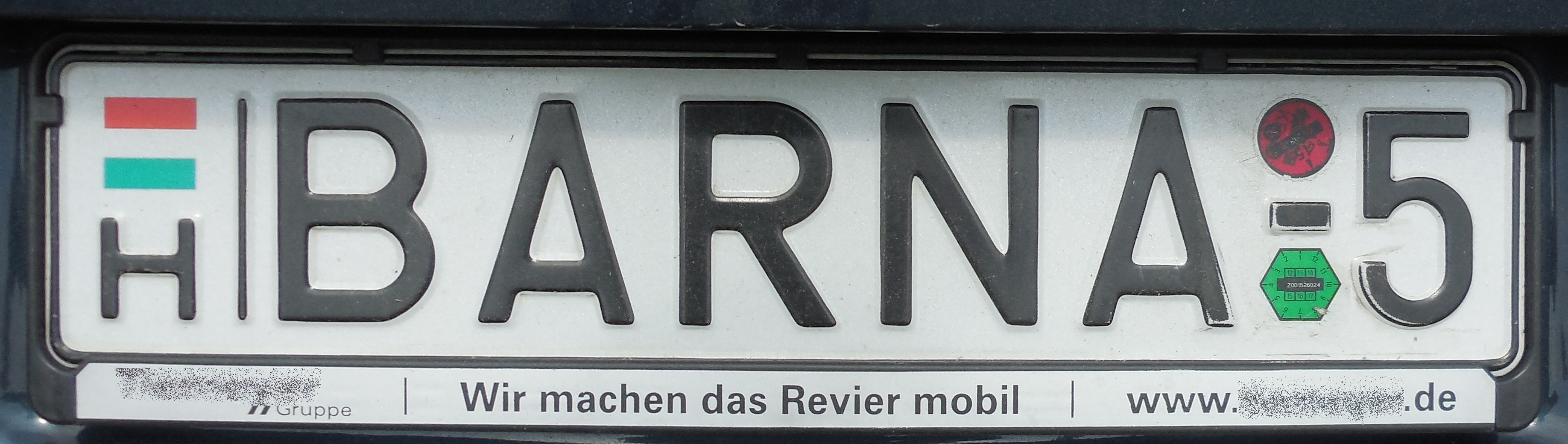
Značka na přání ve formátu pěti písmenných znaků a jednoho číselného

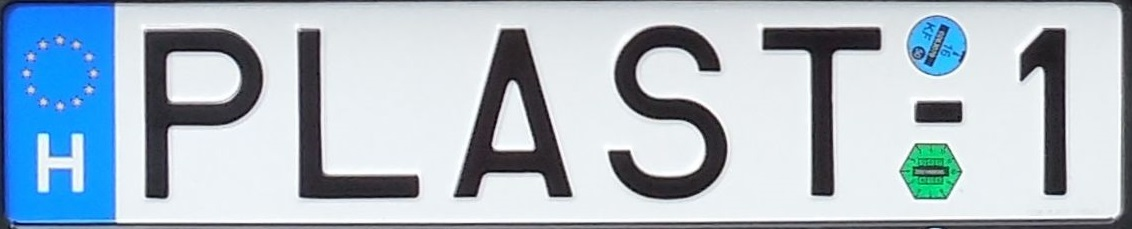
Značka na přání ve formátu pěti písmenných znaků a jednoho číselného

Se zavedením současného systému maďarských státních poznávacích značek bylo současně umožněno vydávání značek na přání, tedy značek, jejich písmennou a číselnou kombinaci si určil majitel vozidla. Jako všechny značky základní řady musí i značka na přání obsahovat šest znaků, avšak vedle základního formátu o třech písmenných znacích a třech číselných znacích, tj. [PPP-ČČČ], jsou povoleny i formáty o čtyřech písmenných a dvou číselných znacích a o pěti písmenných a jednom číselném znaku, tj. [PPPP-ČČ], resp. [PPPPP-Č].
Státní poznávací značky na přání našly využití i v podnikatelské sféře, neboť mnohé společnosti (ale i kupř. maďarská národní banka nebo maďarský ústavní soud) si rezervovaly určitou sérii jako značky na přání, pod nimiž registrují svá firemní vozidla. Např. sérii MTV si rezervovala Maďarská televize (maď. Magyar Televízió).
| série      | Kdo si je rezervoval                                                                 |
| ---------- | ------------------------------------------------------------------------------------ |
| BBRO       | Bankbroker (BrokerNet Corp.)                                                         |
| BPO a BPI  | Budapešťský dopravní podnik                                                          |
| GAZ        | Budapešťské plynárny (maď.: Fővárosi Gázművek Rt.)                                   |
| HAT        | Hat (reklamní agentura)                                                              |
| HPQ        | Hewlett-Packard/Compaq                                                               |
| HTC až HTE | Maďarský Telekom, odvozeno od anglického překladu hungarian telecomunication company |
| MAK        | Maďarský automobilový klub (maď.: Magyar Autóklub)                                   |
| MCD        | McDonald's Maďarsko                                                                  |
| MIZO       | MIZO (mlékárenská společnost)                                                        |
| MKA        | Maďarský ústavní soud                                                                |
| MNB        | Maďarská národní banka (maď.: Magyar Nemzeti Bank)                                   |
| MPK        | Magyar Pénzügyi Közvetítő (finanční zprostředkovatelská společnost)                  |
| MTV        | Maďarská televize (maď.: Magyar Televízió)                                           |
| PAE        | Jaderná elektrárna Paks (maď.: Paksi Atomerőmű)                                      |
| PEP        | Pepsi Maďarsko                                                                       |
| PTE        | Univerzita v Pécsi (maď.: Pécsi Tudományegyetem)                                     |
| SOS        | Maďarská záchranná služba                                                            |
| TCS        | Budapešťský hasičský záchranný sbor (maď.: Tűzoltóparancsnokság)                     |
| TOI        | TOI-TOI                                                                              |
| UFS        | United Financial Services Group                                                      |
| WOLF       | Air Wolf (letecká společnost)                                                        |

### Zvláštní řady
Pro určené druhy vozidel (policejní vozidla, vozidla celní správy, vozidla diplomatických sborů a další) jsou určeny zvláštní řady. Tyto řady se od základní řady liší jak vlastním formátem (odlišný počet znaků), systémem přidělování, tak zpravidla i odlišným barevným provedením. Zcela tedy stojí mimo systém základní řady.

#### Vozidla diplomatických sborů

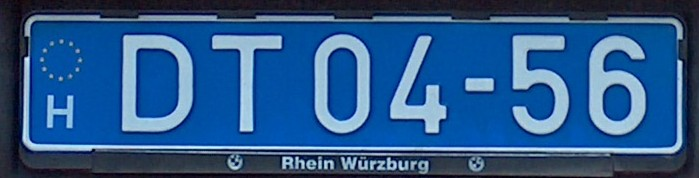
Podoba maďarské registrační značky určené pro vozidlo diplomatického sboru

Pro vozidla diplomatických sborů registrovaných v Maďarsku je určena zvláštní řada. Její formát sestává ze šesti znaků, z čehož první dva jsou písmena a zbývající čtyři jsou číslice [PP ČČ-ČČ]. Na rozdíl od základní řady, v níž se písmena mění podle aktuální série, mají všechny značky určené pro vozidla diplomatických sborů stejná dvě písmena, a to DT (z maď. Diplomáciai Testület). Rovněž číselné znaky nepředstavují pouze pořadové číslo dané série, nýbrž celá série je rozdělena mezi jednotlivé diplomatické sbory; např. značky DT 00-01 až DT 01-99 jsou rezervovány pro vozidla diplomatického sboru Spojených států amerických, značky DT 04-00 až DT 04-99 jsou zase rezervovány pro vozidla diplomatického sboru Německé spolkové republiky.
Značky této řady mají modré pozadí a bílé znaky.

#### Vozidla konzulárních sborů

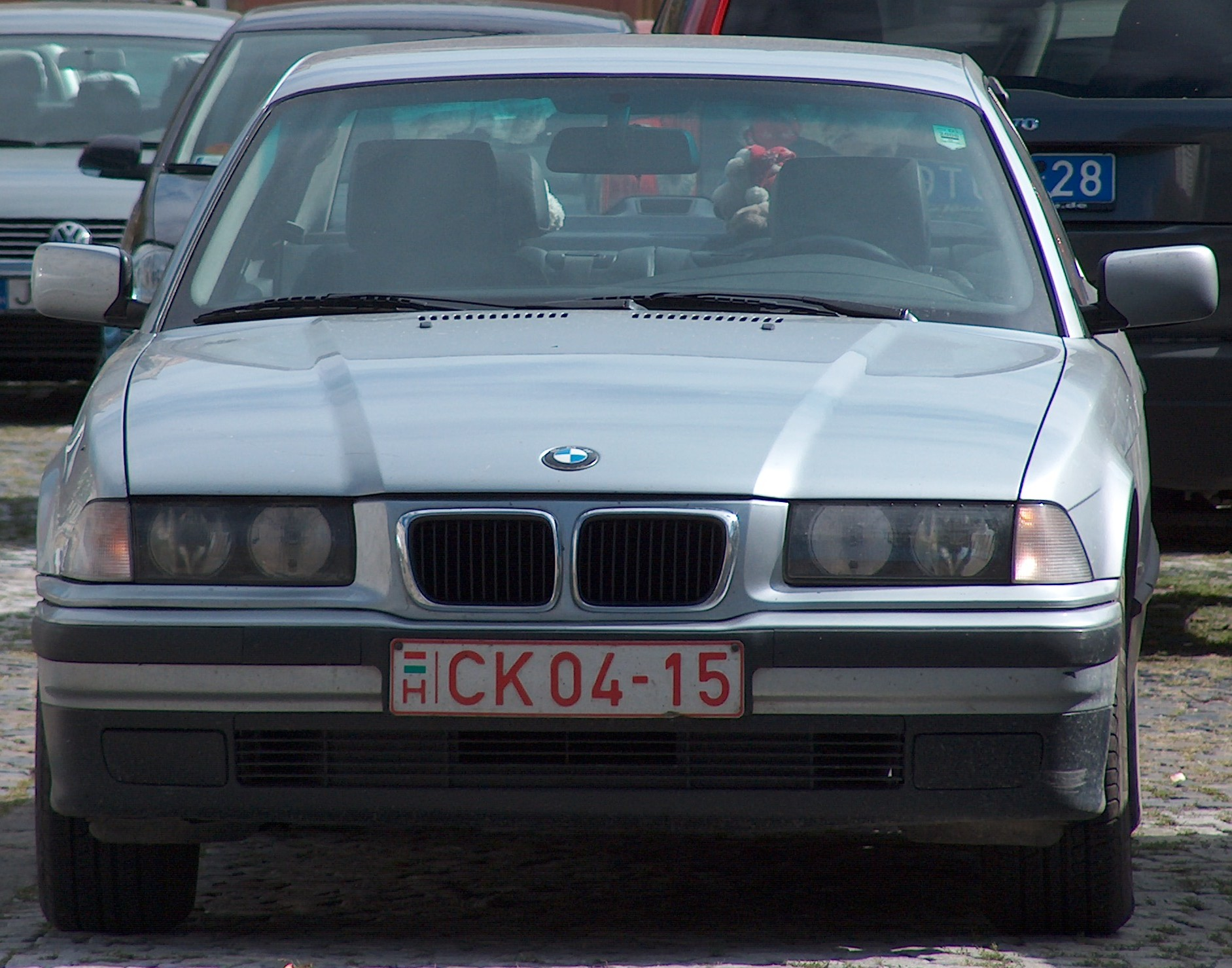
Vozidlo s maďarskou značkou určenou pro vozidla konzulárních sborů

Pro vozidla konzulárních sborů registrovaných v Maďarsku je určena zvláštní řada, která je ve formátu o šesti znacích, z nichž první dva jsou písmena a zbývající čtyři číslice [PP ČČ-ČČ]. Všechny značky této řady obsahují stejná dvě písmena, a to CK; ani u této řady tudíž nedochází ke změně písmen podle série, jako je tomu u základní série.
Značky této řady mají bílé pozadí a červené znaky.

#### Armádní vozidla
Pro armádní vozidla je určena zvláštní řada sestávající rovněž ze šesti znaků, z toho prvních dvou písmen a zbylých čtyř číslic [PP ČČ-ČČ], pro kterou je příznačné, že první písmeno je vždy H (z maď. honvédség, armádní). Druhé písmeno se již mění podle aktuální série, jako tomu je u základní řady.

#### Vozidla záchranné služby
Pro vozidla záchranné služby je určena zvláštní řada, která je ve formátu o šesti znacích, z nichž první dva jsou písmena a zbývající čtyři číslice [PP ČČ-ČČ]. Všechny značky této řady obsahují stejná dvě písmena, a to MA; ani u této řady tudíž nedochází ke změně písmen podle série, jako je tomu u základní série.

#### Historická vozidla

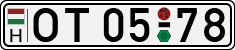
Podoba maďarské registrační značky určené pro historická vozidla

Pro historická vozidla je určena zvláštní řada sestávající rovněž ze šesti znaků, z toho prvních dvou písmen a zbylých čtyř číslic [PP ČČ-ČČ]', pro kterou je příznačné, že všechny značky této řady obsahují stejná dvě písmena, a to OT (z angl. old-timer, historický); ani u této řady tudíž nedochází ke změně písmen podle série, jako je tomu u základní série.
Zvláštností této řady je, že po roce 2004 se nenahradil národní proužek evropským proužkem.

#### Policejní vozidla a vozidla celní správy
Pro policejní vozidla a vozidla celní správy je určena společná zvláštní řada, která, stejně jako většina ostatní zvláštních řad, sestává ze šesti znaků, a to dvou písmen a čtyř číslic [PP ČČ-ČČ]. Pro tuto řadu je charakteristické, že první písmeno je vždy R (z maď. Rendőrség, Policie). V rámci této řady jsou vydávány tři série, a to RB pro vícestopá pojicejní vozidla, RK pro jednostopá policejní vozidla a RR pro vozidla celní správy.

#### Soutěžní vozidla
Pro vozidla záchranné služby je určena zvláštní řada, která je ve formátu o šesti znacích, z nichž první dva jsou písmena a zbývající čtyři číslice [PP ČČ-ČČ]. Všechny značky této řady obsahují stejná dvě písmena, a to SP; ani u této řady tudíž nedochází ke změně písmen podle série, jako je tomu u základní série.

#### Zemědělská vozidla
Pro zemědělská vozidla je vyhrazena zvláštní řada, která, na rozdíl od většiny ostatních, sestává ze sedmi znaků, z nichž první tvoří písmeno a ostatní číslice [PČČ ČČČČ]. Všechny značky této série obsahují stejné písmeno, a to M. Od základní řady se tudíž liší v tom, že na druhé a třetí pozici jsou místo písmen číslice.

#### Vozidla cizích státních příslušníků
Pro vozidla cizích státních příslušníků, která jsou registrována v Maďarsku, je také určena zvláštní řada. Její formát sestává ze šesti znaků, z čehož první dva jsou písmena a zbývající čtyři jsou číslice [P-P ČČČČ]. Na rozdíl od základní řady, v níž se písmena mění podle aktuální série, mají všechny značky určené pro vozidla diplomatických sborů stejné první písmeno, a to C.

#### Vozidla autopůjčoven

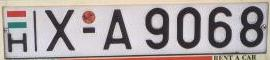
Podoba maďarské registrační značky určené pro vozidla autopůjčoven

Pro vozidla autopůjčoven určených k vypůjčení byla určena zvláštní řada, jejíž formát sestával ze šesti znaků, z čehož první dva jsou písmena a zbývající čtyři jsou číslice [P-P ČČČČ]. Na rozdíl od základní řady, v níž se písmena mění podle aktuální série, mají všechny značky určené pro vozidla diplomatických sborů stejné první písmeno, a to X.
Tato zvláštní řada se od roku 2004 nepřiděluje. Do té doby byly přiděleny tři série, a to X-A, X-B a X-C.

### Krátkodobé státní poznávací značky

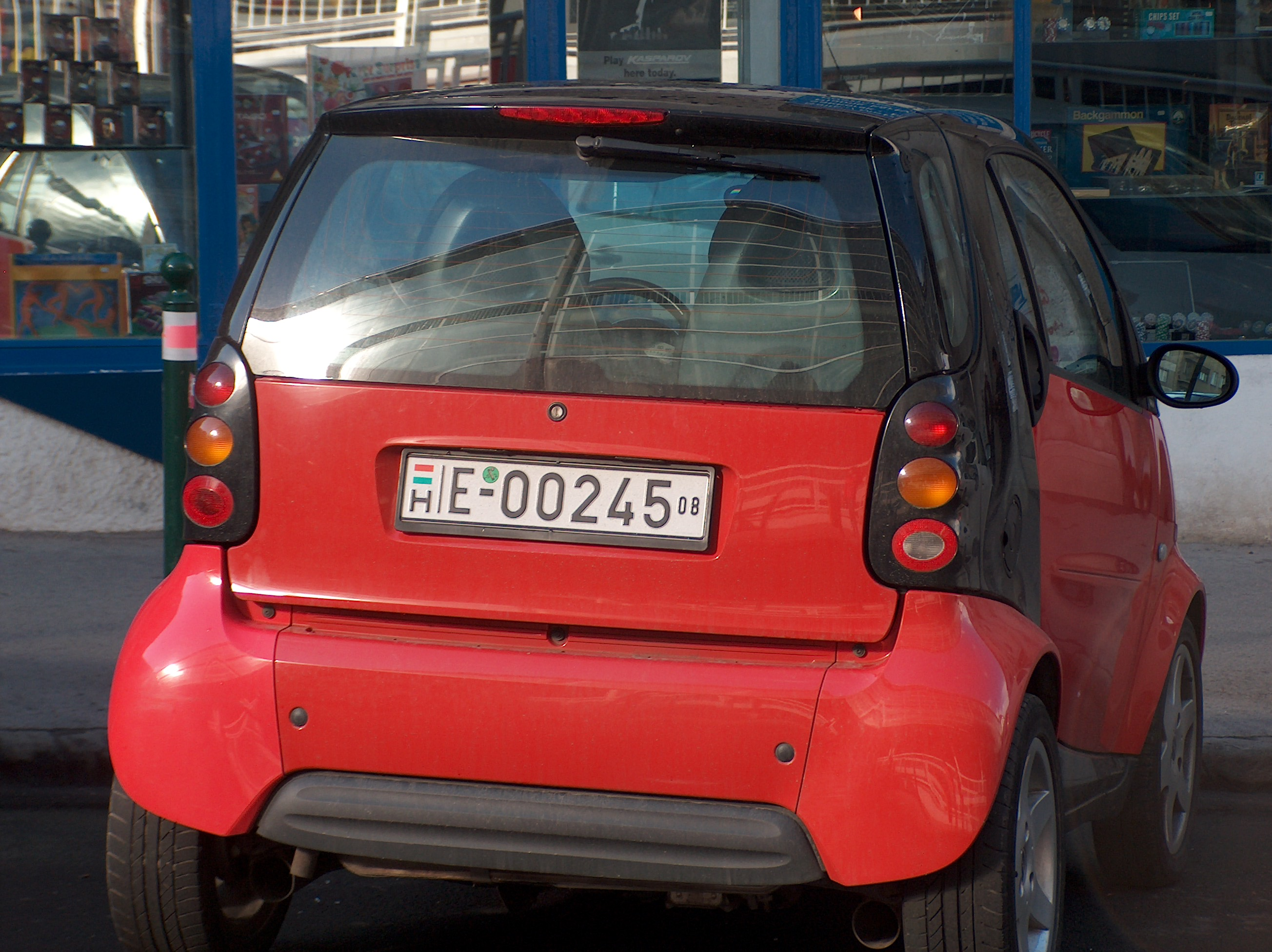
Podoba maďarské krátkodobé registrační značky určené pro dočasnou registraci

Vedle značek dlouhodobých, a to jak základní řady, tak i zvláštních řad, existují v Maďarsku státní poznávací značky krátkodobé. Jejich vydání je podmíněno určitým účelem, který současně charakterizuje jejich dočasnost; např. vozidla určená pro export, zkušební vozidla apod.
Všechny krátkodobé poznávací značky mají společné prvky, které je dostatečně odlišují od dlouhodobých dopravních značek. Prvním znakem je společný formát; každá krátkodobá značka sestává z celkem šesti znaků, z nichž první je písmeno a ostatní jsou číslice [P-ČČČČČ]. Dalším znakem je, že krátkodobé značky neobsahují evropský proužek.
Současný systém zná celkem čtyři série, které jsou od sebe odlišeny počátečním písmenem, a to:
- [E-ČČČČČ] pro dočasnou registraci (tzv. převozní značky),
- [P-ČČČČČ] pro zkušební vozidla,
- [V-ČČČČČ] pro dovozová vozidla (do proclení),
- [Z-ČČČČČ] pro vozidla určená k vývozu.